# Famille Blixen-Finecke
Pour les articles homonymes, voir Blixen et Finecke.
La famille von Blixen-Finecke est une famille de la noblesse danoise et de la noblesse suédoise, originaire par les Blixen de Poméranie, qui font souche en Suède au XVIIe siècle. Ils sont naturalisés en 1723 et obtiennent en 1772 le titre de baron suédois.

## Historique
Le général suédois Carl Philipp von Blixen-Finecke (1750-1829) hérite en 1801 de son parent l'assesseur de la cour suprême, Thedosius Ernst von Blixen-Finecke, du domaine de Dallund de la paroisse de Søndersø, située au nord de l'île danoise de Fionie. Le 29 octobre 1802, il est élevé au titre de baron danois. Son neveu, le baron Carl Frederik Axel Bror von Blixen-Finecke (1822-1873), fut un homme politique danois éminent, membre du parlement et ministre des Affaires étrangères, et son petit-neveu, Frederik Theodor von Blixen-Finecke (1847-1919), fut grand-maréchal de la cour. Il obtint en 1915 le droit de léguer ses biens en fideicommis.
La famille est toujours propriétaire du domaine de Næsbyholm en Scanie (Suède) et depuis 1904 de Hesselagergård, au sud-ouest de la Fionie, qui lui appartient toujours aujourd'hui.

## Personnalités
- Carl Frederik Axel Bror von Blixen-Finecke (1822-1873), ministre des Affaires étrangères, époux de la princesse Augusta de Hesse-Cassel
- Hans Gustaf von Blixen-Finecke (1886-1917) médaillé olympique (bronze) en équitation aux Jeux olympiques de 1912
- Bror Frederik von Blixen-Finecke (1886-1946), époux de Karen Blixen, frère jumeau du précédent
- Major Hans von Blixen-Finecke (1916-2005), champion d'équitation, qui participa aux jeux olympiques de 1952 et de 1956, fils du baron Hans Gustaf, et lieutenant-colonel de réserve.

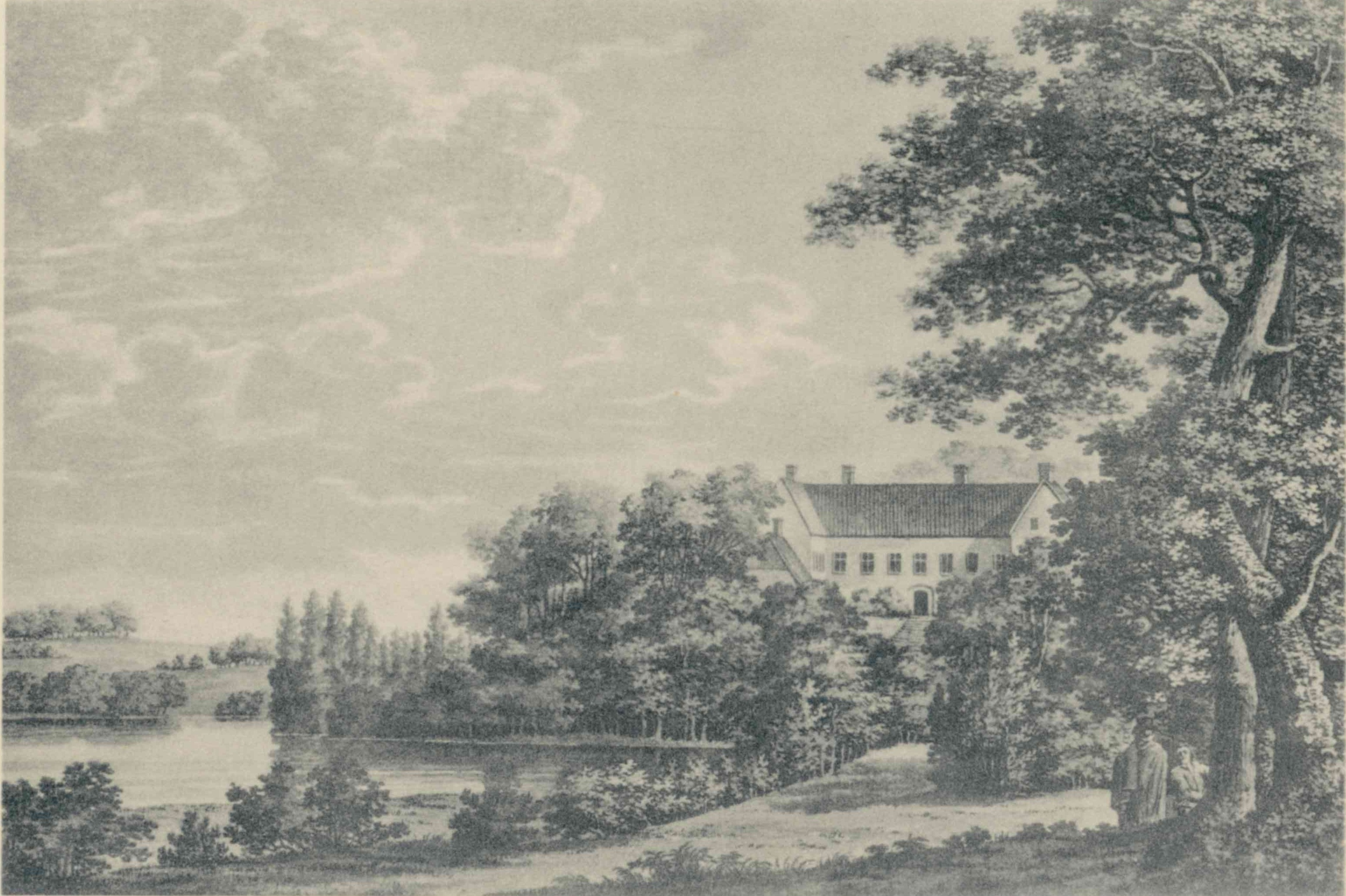
Château de Hesselagergård 1822 (eau-forte).
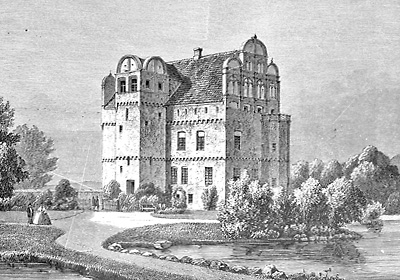
Château de Hesselagergård.
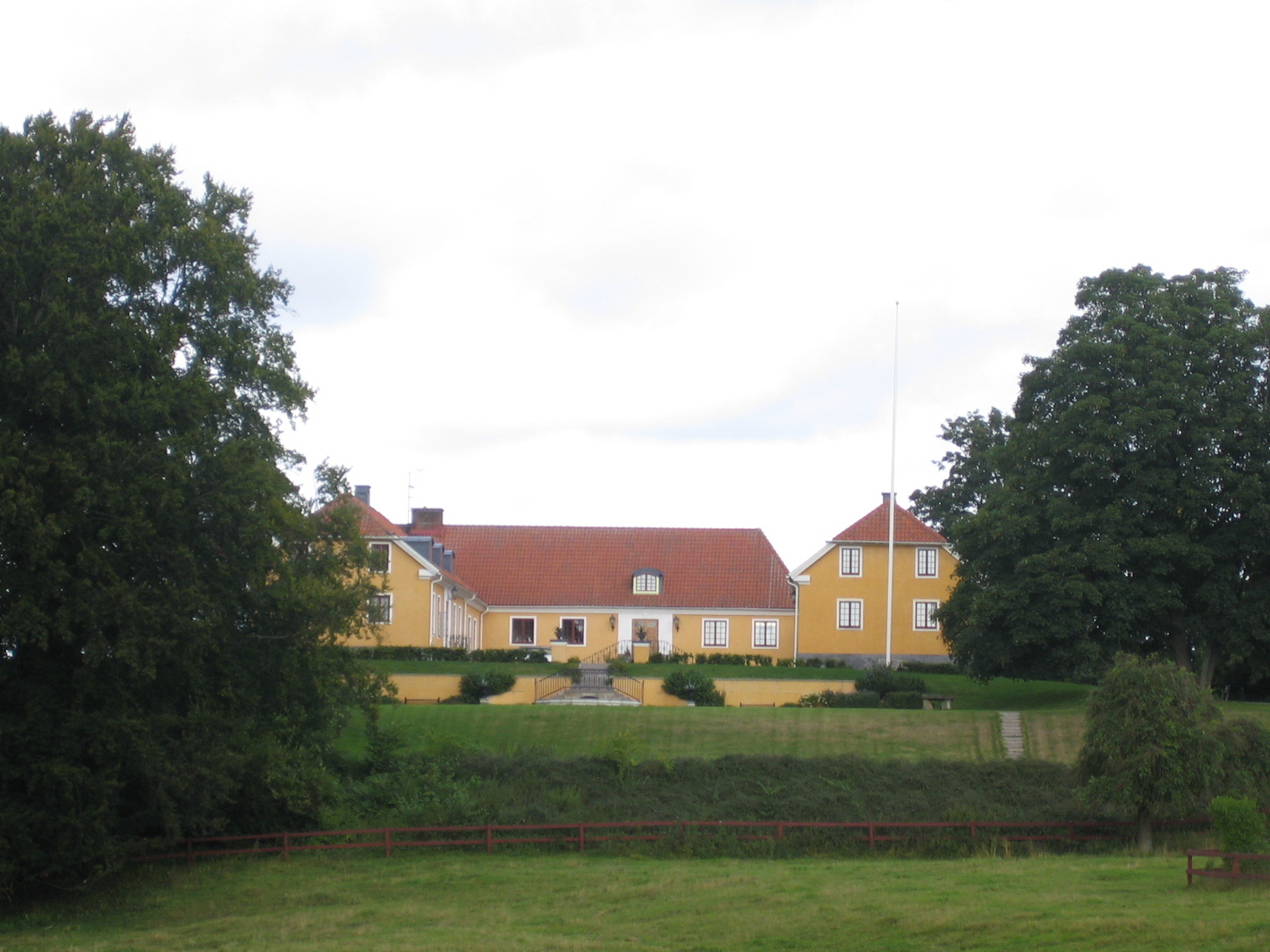
Château de Næsbyholm.
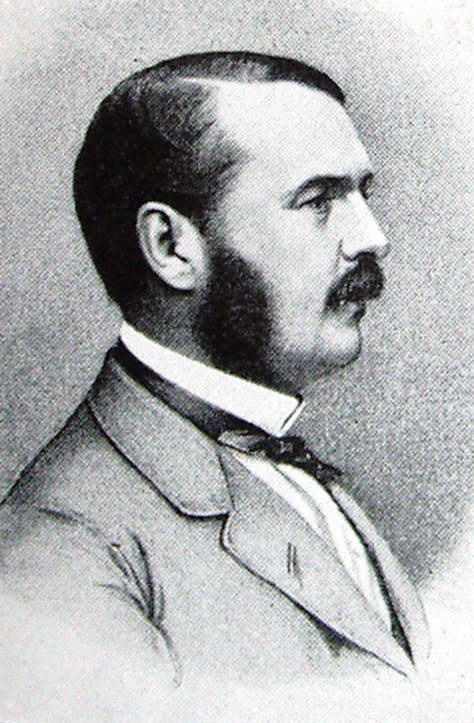
Portrait du baron Frederik Axel Bror von Blixen-Finecke.
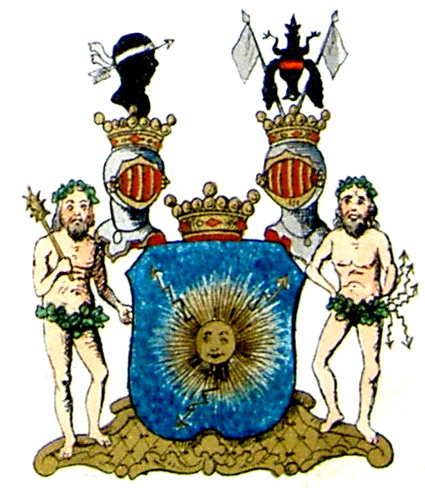
Blason du baron von Blixen-Finecke.